# Palau Czapski
El Palau Czapski (Polonès: Pałac Czapskich), també anomenat Palau de Krasiński, Sieniawski o Raczyński, és un palau situat al centre de Varsòvia, al número 5 de Krakowskie Przedmieście. Es considera un dels exemples més destacats de l'arquitectura rococó a la capital de Polònia.
L'edifici, situat en el mateix carrer, a l'altre costat de la Universitat de Varsòvia, va acollir persones cèlebres, com l'artista Zygmunt Vogel, el compositor Frédéric Chopin, i els poetes Zygmunt Krasiński i Cyprian Norwid.
El palau acull ara l'Acadèmia de Belles Arts de Varsòvia.

## Història

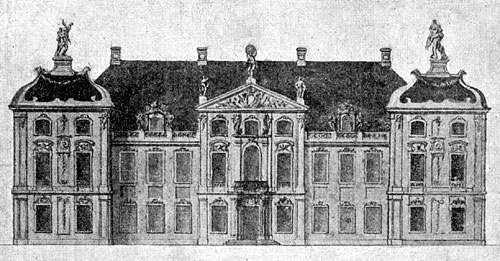
Façana Principal del Palau de Sa Excel·lència Monsenyor el Comte Czapski, Staroste de Kniszyn a Varsòvia, 1750

Palau Czapski és el nom més sovint aplicat a l'edifici, però en referència a següents residents és també de vegades anomenat el Krasiński, Sieniawski o palau Raczyński. L'edifici també ha estat propietat dels Radziwiłł, Radziejowski, Zamoyski i Czartoryski.
Actualment seu de l'Acadèmia de Belles Arts de Varsòvia, el palau Czapski data de finals del segle xvii. Va ser construït cap a 1686 per Tylman van Gameren segons el disseny de Michał Stefan Radziejowski, arquebisbe de Gniezno i el Cardenal Primat. Entre 1712 i 1721 va ser reconstruït per Agostino Locci i Kacper Bażanka (es van afegir alcoves i descansos) per al proper propietari, el Adam Mikołaj Sieniawski. El 1733 va ser comprada per Aleksander Czartoryski, com a dot per a la seva filla Maria que es va casar amb el seu cosí Thomas Czapski (1711-1761). El seu caràcter rococó actual data del 1752–65, quan el palau pertanyia a la família Czapski. Aleshores, l'entrada de Krakowskie Przedmieście estava decorada amb àguiles i figures al·legòriques de les quatre estacions.

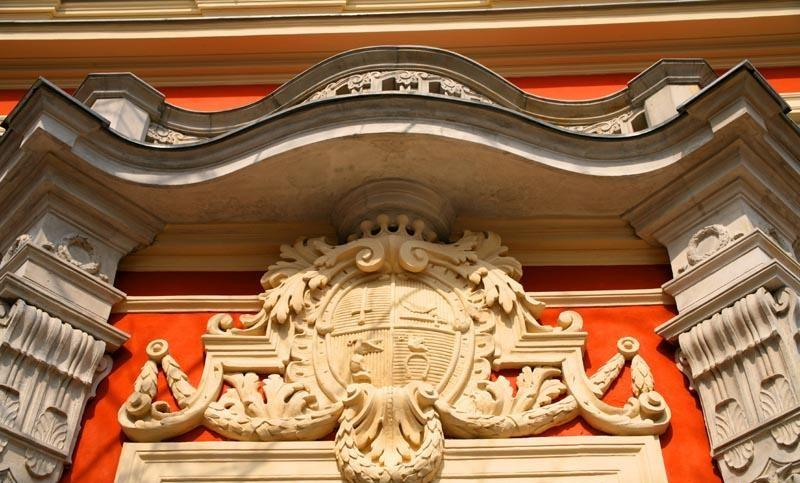
Escut d'armes de Krasiński sobre l'entrada principal

El palau Czapski va canviar de propietari almenys deu vegades. Va ser la residència de Stanisław Małachowski, mariscal del Sejm, que el 1791 va ser coautor de la segona constitució escrita del món i de la primera d'Europa: la Constitució del 3 de maig de 1791. Małachowski i la seva dona Konstancja, nascuda Czapska (filla de Thomas Czapski), a mitjans del segle xviii, van remodelar el palau com un palau d'estil francès. Al segle xviii i xix es van afegir dos annexos classicistes dissenyats per Jan Chrystian Kamsetzer. Un altre famós resident del palau (1808-26) va ser Zygmunt Vogel, un artista especialitzat en aquarel·la i dibuix i que va ser professor al Departament de Belles Arts de la Universitat de Varsòvia.

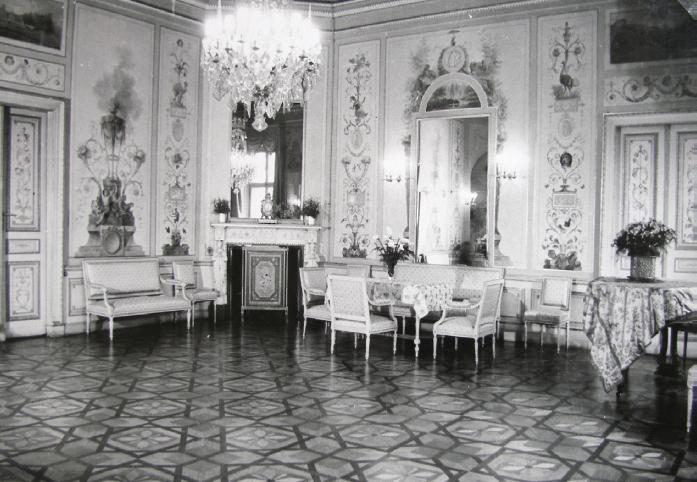
Sala de ball, taules neoclàssiques, abans del 1939

A la primera meitat del segle xix, el palau va ser adquirit per Wincenty Krasiński. Zygmunt Krasiński, el poeta romàntic polonès, va néixer aquí el 1812. El 1827–30 Fryderyk Chopin va viure aquí amb la seva família a l'annex sud de l'edifici, a Krakowskie Przedmieście. El Palau va ser l'última casa de Chopin abans que s'exiliés. Entre els anys 1837 i 39 hi va viure el poeta Cyprian Norwid, autor del «piano de Chopin» sobre la defenestració de l'instrument sobre les tropes russes el 1863. El 1851–52 el palau va ser reconstruït per Enrico Marconi. Des del 1909 fins a l'esclat de la Segona Guerra Mundial, l'edifici va pertànyer a Edward Raczyński, futur president (1979–86) de la República de Polònia a l'Exili.
El palau va cremar el 1939 després de ser bombardejat per l'artilleria alemanya, i es creu que les pintures i llibres impagables van ser destruïts. Va ser reconstruït el 1948-59 amb un disseny de Stanisław Brukalski. Després de la restauració, el palau es va incorporar a l'Acadèmia de Belles Arts de Varsòvia.

## Avui

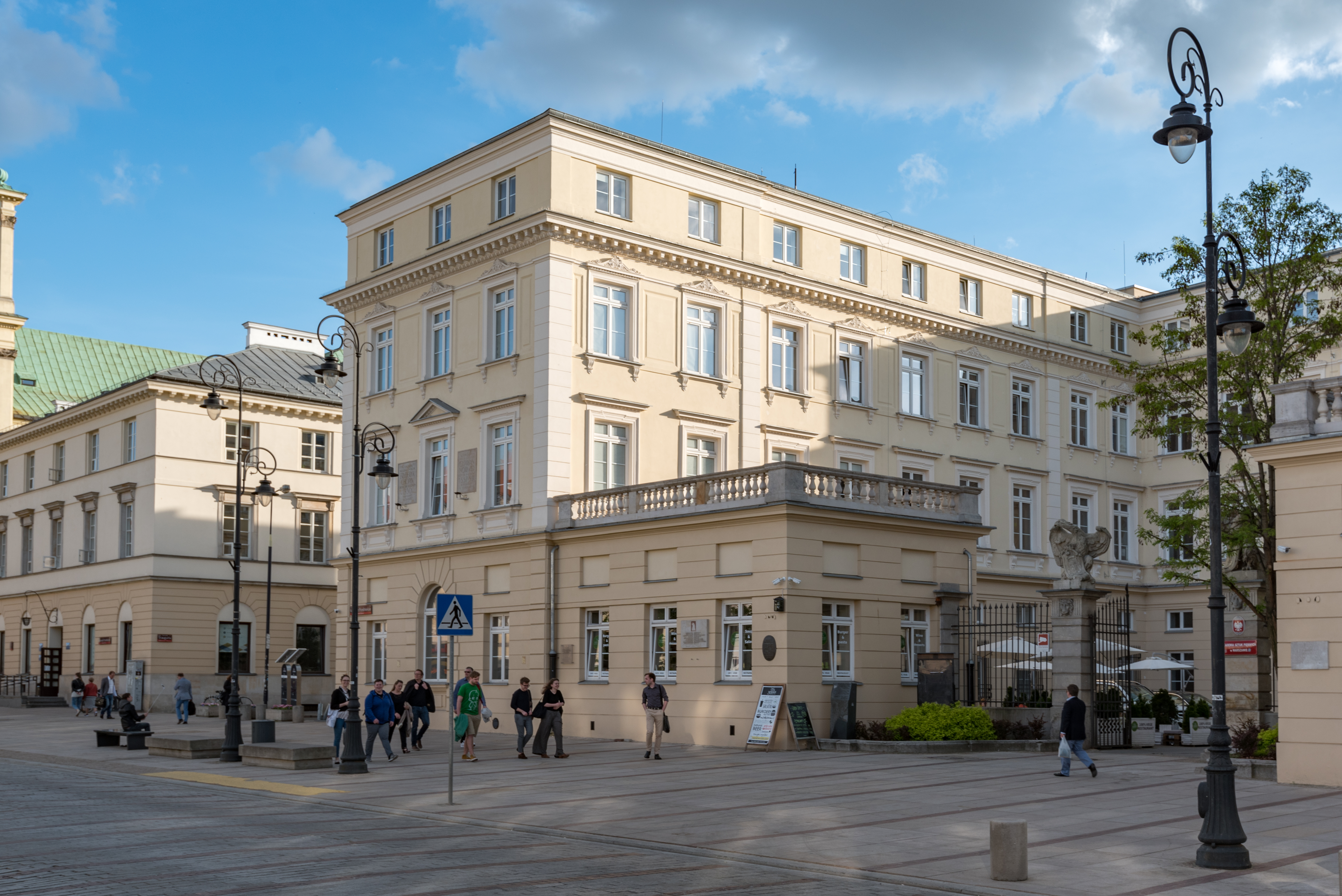
Porta principal flanquejada per annexos, vista des de Krakowskie Przedmieście. A l'annex del sud (a la foto), al 2n pis, hi ha el saló de la família Chopin

Al pati davant del palau es troba una còpia de l'estàtua eqüestre del condottiero de Venècia Bartolomeo Colleoni, d'Andrea del Verrocchio.
A l'annex sud del Palau, orientat directament a Krakowskie Przedmieście, una gran sala del segon pis, la sala Chopin (Salonik Chopinów), presenta mobles d'època i records del compositor. L'interior i la decoració del saló, de la primera meitat del segle xix, han estat reconstruïts a partir d'esbossos realitzats el 1832 per Antoni Kolberg. El saló està obert al públic.
El museu de l'Acadèmia de Belles Arts que va obrir les portes el 1985 acull 30.000 obres de tots els camps de l'art visual: pintura, escultura, gràfics, dibuix, cartells, arquitectura, artesania artística, disseny industrial. El museu està situat a les golfes del Palau. Les col·leccions es troben en 200 metres quadrats de magatzems, mentre que les sales d'exposició acullen reunions, conferències i expositors temporals.